# Ochyrocera diablo
Espèce
Ochyrocera diablo est une espèce d'araignées aranéomorphes de la famille des Ochyroceratidae.

## Distribution
Cette espèce est endémique de la province de Misiones en Argentine,.

## Description
Le mâle holotype mesure 1,36 mm et la femelle paratype 1,80 mm.

## Étymologie
Son nom d'espèce lui a été donné en référence au lieu de sa découverte, Garganta del Diablo.

## Publication originale
- Pérez-González, Rubio & Ramírez, 2016 : Insights on vulval morphology in Ochyroceratinae with a rediagnosis of the subfamily and description of the first Argentinean species (Araneae: Synspermiata: Ochyroceratidae). Zoologischer Anzeiger, vol. 260, p. 33-44.